# 이노우에 유키 (아나운서)
이노우에 유키(일본어: 井上裕貴, いのうえ ゆうき, 1984년 10월 9일 효고현 고베시 ~ )는 일본의 언론인이며 NHK 소속 남성 아나운서이다. 2007년 NHK에 입사했다.

## 인물
일본 효고현 고베시 출신이며, 미국 팔로스 버디스 고등학교를 졸업했고 다시 일본으로 돌아와서 게이오기주쿠 대학 법학부 정치학과 졸업, 아버지 직장관계로 2세때 도미하고 18세까지 미국에 16년간 살았다. 중학교 3학년 시절부터는 크로스컨트리부 소속이었고 대학 시절에는 체육회 보트부에 소속되었다.